# オリエンテーション (教育)
オリエンテーションは、一般的にある組織へ新たに加わる者がその場における活動にすみやかに適応できるように、受け入れる側が指導することを意味するが、学校教育、特に大学などの高等教育においては、新入生を対象に、授業の開始に先んじる時期に、履修登録に関する手続きや、課外活動などについて学生指導の一環としておこなわれる一連の行事を総称したものである。
オリエンテーションの中でおこなわれることが多いものには、履修登録の説明、プレースメントテスト、健康診断などがあり、重要な資料類が配布されることもある。また、学内の施設の利用方法や、学生生活における注意事項の説明などがおこなわれることもある。
さらに、大学当局による様々な説明、指導とは別に、学生団体が「新入生歓迎」を意味する「新歓」といった表現を冠するような、親睦を目的とし、娯楽的側面も含むコンパなどの諸行事もオリエンテーションの時期に、オリエンテーションの一部としておこなわれ、しばしば「新歓オリ」などと呼称される。そこでは学生サークルなどが新入生を勧誘する行事もこの期間を中心におこなうため、勧誘が加熱しないよう各大学では学生団体などが様々なルールを設けて勧誘行為を規制している。

## 学生オリエンテーションの歴史

### アメリカ合衆国
現代社会において、学生オリエンテーションのプログラムは、学生たちの中等教育後への移行を指導し、支援することを目的としている。それぞれの教育機関は様々なやり方で新入生の歓迎・移行・支援をおこなって、新たな教育の経験へと学生たちが入っていけるようにしている。あらゆる機関は、何らかの学生オリエンテーションを古くからやっていたようにも思われるが、オリエンテーションという仕組みを開発したのはボストン大学で、1888年のことであった。オリエンテーションは、学問の世界における学生の役割について、当の学生たちにしっかり認識させようと、教授陣が生み出したものであった。教授陣が学生オリエンテーションの中心だったのは、1920年頃までのことであった。1920年以降は、こうしたオリエンテーションのあり方に大きな変化が起こった。教育機関の事務職員がオリエンテーションの発展に大きく関わるようになっていったのである。特に、1960年代から1970年代にかけては、部局長たちが、「親代わり」を意味するイン・ロコ・パレンティス (in loco parentis) として、高等教育機関の基礎となるオリエンテーション、移行、在籍に関わる様々なプログラムの中心にいた。1948年には、学生オリエンテーションについて議論する初めての機会が設けられ、役職者、事務職員、学長たちが集まった。この集会から、全国オリエンテーション指導者連合 (National Orientation Directors Association, NODA) が結成された。

### カナダ
カナダでは、大きな変化はずっと後の1960年代から1970年代に生じ、学生の自治組織がオリエンテーションの様々な取り組みを展開し、作り出すようになった。1980年代には、この大きな変化が続き、学生たちが展開する実践にともなうリスクを除去するために、オリエンテーション行事では学生生活を監督する部局の専門職員の役割が重要になった。合衆国と同じように、オリエンテーション行事は高等教育機関において移行と在籍に焦点を当てて利用された。カナダでは、オリエンテーション行事に関する情報、研究、データは、カナダ大学学生サービス協会 (Canadian Association of College and University Student Services, CACUSS) などの組織を通じて共有されている。

### 日本
大学が新入生を集めて、教育内容の説明や履修指導をおこない、またクラブ活動などの紹介をすることをオリエンテーションと呼ぶ習慣は、1950年代末から1960年代にかけて確立した。目加田誠は、1961年の新聞への寄稿の中で「オリエンテーションという近ごろ流行のことば」と述べているが、1960年代末にはこの呼称はすっかり一般化していた。また、立命館大学では1960年代から新入生の支援を自主的に展開していた学生たちが「オリター」と称されていたが、これが大学当局から正式に位置付けられたのは1990年代になってからのことであったという。
大学キャンパス内の説明会や学生サークルの勧誘などにとどまらず、新入生を学外へ連れ出す企画も早くからあり、中央大学では、1960年代はじめには、オリエンテーションの一環として、新入生と上級生がハイキングに出かけるという取り組みをおこなっていた。また、1960年代には、教員や上級生も参加しての合宿形式によるオリエンテーション合宿も広まった。やがて、1970年代半ばには、内容が肥大化していくオリエンテーションを、学生に対する「過保護」と批判するような論調も出るようになった。また、オリエンテーション期間中やオリエンテーション合宿における飲酒や、それに起因する事故もしばしば生じるようになり、1984年にはオリエンテーション合宿に上級生として参加していた東京大学の2年生5人が溺死する事故も起きた。

## 学生オリエンテーションの目的
大衆文化の中で、学生オリエンテーションは、パーティー三昧であるかのように描かれる。オリエンテーション行事の目的は時代とともに変化を重ねてきており、学問的な支援や、学生が利用できるリソースの紹介など、学生が大学生活に準備できるよう、学習環境や組織に慣れるというオリエンテーションの全体的な意図には変化はない。また、組織の決まり事や、学術的水準、級友たちとの結びつき、組織内の他の立場の人々などについて知らせ、学生たちがそれらに馴染みをもつことで、大学生活を充実させる助けとすることも目的のひとつである。
さらには、学生たちの安全を守るために設けられている規則や方針を、学生たちに周知させる目的もある。北アメリカでは国ごと、州ごとに法的規制が異なることもあり、合意に基づくものであれ、ジェンダー差別的暴力に基づくものであれ、キャンパスにおける性的攻撃に関わる方針についても紹介される。